# Spirit of the Forest
Spirit of the Forest è l'album di debutto del gruppo musicale finlandese Korpiklaani, pubblicato nel 2003.

## Tracce
1. Wooden Pints – 3:42
2. Before the Morning Sun – 4:25
3. God of Wind – 3:14
4. With Trees – 8:06
5. Pellonpekko – 3:36
6. You Looked Into My Eyes – 2:14
7. Hullunhumppa – 1:29
8. Man Can Go Even Through the Grey Stone – 2:22
9. Pixies Dance – 2:19
10. Juokse sinä humma – 1:16
11. Crows Bring the Spring – 5:25
12. Hengettömiltä hengiltä – 0:34
13. Shaman Drum – 4:57
14. Mother Earth – 4:37

## Formazione
- Jonne Järvelä - voce, chitarra acustica ed elettrica, tamburo shamanico
- Jaakko "Hittavainen" Lemmetty - violino, jouhikko, flauto
- Arto Tissari - basso
- Ali Määttä - percussioni
- Honka - chitarra elettrica

### Altri musicisti
- Pekka Tarnanen - fisarmonica
- Samu Ruotsalainen (Finntroll) - batteria